# Come with me
Singles de Kumi Kōda
Real Emotion / 1000 no Kotoba
(2003) Gentle Words
(2003)
Come with me est le 8e single de Kumi Kōda sorti sous le label Rhythm Zone le 27 août 2003 au Japon. Il atteint la 14e place du classement de l'Oricon. Il se vend à 20 535 exemplaires la première semaine, et reste classé pendant 9 semaines, pour un total de 41 370 exemplaires vendus.
Come with me a été utilisé comme campagne publicitaire pour Ume jelly de Choya Umeshu. Elle se trouve sur l'album Feel My Mind et sur la compilation Best: First Things.

## Liste des titres
| 1. | Come with me                               | Kumi Kōda        | H-Wonder                         | 4:51 |
| 2. | Real Emotion (English ver.)                | Kenn Kato        | Kazuhiro Hara, H-Wonder          | 4:01 |
| 3. | 1000 no kotoba (English ver.) (1000の言葉) | Kazushige Nojima | Takahito Eguchi, Noriko Matsueda | 5:59 |
| 4. | Real Emotion (DJ MSK remix)                |                  | DJ MSK                           | 4:18 |
| 5. | 1000 no kotoba (DJ 19 remix） (1000の言葉) |                  | DJ 19                            | 8:34 |
| 6. | Come with me (instrumental)                |                  | H-Wonder                         | 4:48 |